# Salluca herbida
Salluca herbida är en fjärilsart som beskrevs av Heinrich Benno Möschler 1877. Salluca herbida ingår i släktet Salluca och familjen tandspinnare. Inga underarter finns listade.